# Lily Lorentzen
Pour les articles homonymes, voir Lorentzen (homonymie).
Lily Lorentzen, née le 27 octobre 1986 à Rio de Janeiro, est une joueuse professionnelle de squash représentant les États-Unis. Elle atteint en avril 2005 la 55e place mondiale sur le circuit international, son meilleur classement.

## Biographie
Lily Lorentzen est la seule joueuse quatre fois championne des États-Unis junior,. Elle joue pour Harvard et pour l'université Stanford,.
Elle est médaille de bronze par équipes avec l'équipe nationale américaine aux Jeux panaméricains de 2011.